# Thunderstick
Barry Graham Purkis, conocido como Thunderstick (7 de diciembre de 1954), es un baterista británico, reconocido por usar máscaras y actuar en el escenario encerrado en una jaula.

## Carrera
Fue uno de los miembros de la agrupación de heavy metal Samson, con quien su nombre está más asociado. También tuvo un fugaz paso por Iron Maiden, cuando la agrupación se encontraba en su primera etapa.
En 1979 desarrolló su personaje escénico modelado por íconos de terror como The Rocky Horror Show, El abominable Dr. Phibes y las películas clásicas de Hammer Productions, alternativamente usando maquillaje blanco y negro, una máscara de anciano, una máscara de algodón negro y una máscara de espejos cubierta de diamantes de imitación, la más reconocida de su indumentaria. Solía tocar dentro de una jaula, algo que repitió durante una breve reunión de Samson en el año 2000. Con Samson disfrutó de cierto grado de éxito, especialmente cuando su álbum Head On fue publicado en 1980 y alcanzó el puesto nro. 34 en las listas de éxitos del Reino Unido. El sencillo "Riding With The Angels", del álbum Shock Tactics, logró ubicarse en la posición nro. 54 de las listas de sencillos.
Su rostro pudo ser visto cuando interpretó el papel principal en el cortometraje Biceps of Steel, en el que se mostraba a Samson tocando dos canciones. En la película, su entonces cuñado Ben K. Reeves lo reemplazó en la batería en las tomas donde Purkis y Thunderstick aparecían al mismo tiempo. En la edición de junio de 2005 de la revista Classic Rock, Thunderstick fue incluido en la posición nro. 36 en la lista de los "50 mejores bateristas de rock".

## Discografía

### Álbumes de estudio con Samson
- Survivors (1979)
- Head On (1980)
- Shock Tactics (1981)
- Head Tactics (1986)
- Past Present & Future (1999)
- The Early Singles (2011)

### Álbumes en vivo con Samson
- Metal Crusade '99 (1999)
- Live in London 2000 (2001)

### Álbumes de estudio con Thunderstick
- Feel like Rock 'n' Roll? (1983)
- Beauty and the Beasts (1984)
- A Bolt from the Black (1984)
- Don't Touch, I'll Scream (1985)
- Just'In Power (1987)
- Best of British Metal (1999)
- Echoes from the Analogue Asylum (2011)
- Something Wicked This Way Comes (2017)

### Vídeos
- Biceps of Steel (1980)
- Thunder, Thunder (1985)
- The History of Iron Maiden – Part 1: The Early Days (2004)
- Iron Maiden and the New Wave of British Heavy Metal (2008)